# Zoniagrion
Zoniagrion là một chi chuồn chuồn kim trong họ Coenagrionidae.

## Các loài
Zoniagrion omvat 1 soort:
- Zoniagrion exclamationis (Selys, 1876)